# Lukavec u Lovosic
Lukavec (deutsch Lukawetz) ist eine Gemeinde in Tschechien. Sie liegt drei Kilometer südöstlich von Lovosice an der Modla und gehört zum Okres Litoměřice.

## Geographie
Das Dorf befindet linkselbisch beiderseits des Flüsschens Modla. Südwestlich führt die Autobahn D8/Europastraße 55 vorbei, der Ort liegt direkt an der Abfahrt „Lovosice východ“. Durch Lukavec führt die Staatsstraße 247 zwischen Lovosice und Radovesice. Der Ort hat einen Haltepunkt an der Bahnstrecke Praha–Děčín.
Im Norden befindet sich das Industriegebiet von Lovosice, das an der Stelle des Dorfes Prosmyky errichtet wurde. Nachbarorte sind Nové Kopisty im Osten, Keblice im Südosten, Siřejovice im Südwesten, Sulejovice im Westen sowie Lovosice im Nordwesten.

## Geschichte
Erstmals urkundlich erwähnt wurde der Ort im Jahre 1057 bei der Gründung des Domkapitels St. Stefan in Litoměřice durch Spytihněv II. und war eines der 14 dem Kapitel untertänigen Dörfer.
Anschließend gelangte ein Teil von Lukavec an verschiedene weltliche Besitzer. Darunter waren bis 1480 die Kaplirz de Sulewicz auf Čížkovice und Burg Košťálov. Nach ihnen folgte der Leitmeritzer Bürger Valentin Kuneš, dem Vladislav II. 1508 ein Wappen verlieh. Kuneš von Lukavec, wie er sich fortan nannte, errichtete eine Feste, die im Dreißigjährigen Krieg unterging.
Kaspar Kaplirz de Sulewicz erwarb den Anteil des Kapitels; dieser fiel jedoch nach dessen Hinrichtung 1621 an die Geistlichkeit zurück.
Der andere Teil des Dorfes wurde nochmals aufgeteilt. Ein Anteil gelangte an die Grundherrschaft Boreč und kam dann zur Herrschaft Lovosice und an das Haus Schwarzenberg. In diesem Teil entstand ein Barockschloss. Einen weiteren Anteil verkaufte Wenzel Chotek von Chotkow 1721 an die Stadt Leitmeritz.
Bei einem Ausbruch der Pest starb am Ende des 17. Jahrhunderts ein Großteil der Bewohner. Bis zur Aufhebung der Patrimonialherrschaften im Jahre 1848 hielt die Dreiteilung an, danach wurden der Leitmeritzer, Lobositzer und Domkapitelanteil zu einer Gemeinde vereinigt.
Erst im Jahre 1910 begann die Aufstellung von Grabkreuzen auf dem Friedhof, bis dahin war es üblich, dass sandsteinerne Grabsteine aufgestellt wurden. In den 1920er Jahren wurde eine Zuckerfabrik errichtet.

## Ortsgliederung
Für die Gemeinde Lukavec sind keine Ortsteile ausgewiesen.

## Sehenswürdigkeiten
- Statue des hl. Michael am Weg nach Čížkovice, aufgestellt nach der Pestepidemie
- Kapelle
- Schloss Lukavec, erbaut in der 2. Hälfte des 18. Jahrhunderts anstelle der wüsten Feste